# گوراب‌جیر
گوراب‌جیر، روستایی است از توابع  بخش مرکزی شهرستان خمام استان گيلان در کشور ایران.
دارای یک زمین چمن فوتبال محلی
اکثر اهالی از طریق شالی کاری و کشاورزی امرار معاش می کنند.

## جمعیت
براساس سرشماری مرکز آمار ایران در سال ۱۳۸۵، جمعیت این روستا ۱۶۹۸ نفر (۵۳۱خانوار) بوده‌است.